# Chloronia antilliensis
Chloronia antilliensis är en insektsart som beskrevs av Oliver S. Flint Jr. 1970. Chloronia antilliensis ingår i släktet Chloronia och familjen Corydalidae. Inga underarter finns listade i Catalogue of Life.